# Mbala Mbuta Biscotte
Mbala Mbuta Biscotte (Kinsasa, 7 de abril de 1985) es un futbolista congoleño. Juega de centrocampista y su actual club es el Al-Ittihad de la Primera División de Arabia Saudí.

## Clubes
| Club                    | País                            | Año       |
| ----------------------- | ------------------------------- | --------- |
| TP Mazembe              | República Democrática del Congo | 2002      |
| DC Motema Pembe         | República Democrática del Congo | 2003-2004 |
| Hapoel Tel Aviv         | Israel                          | 2004-2005 |
| Yverdon-Sport FC        | Suiza                           | 2005-2006 |
| Grasshopper-Club Zürich | Suiza                           | 2006-2007 |
| Yverdon-Sport FC        | Suiza                           | 2007      |
| Al-Ittihad              | Arabia Saudita                  | 2008-     |

- Datos: Q1914904